# Montreal Junior Canadiens
Montreal Junior Canadiens byl kanadský juniorský klub ledního hokeje, který sídlil v Montréalu v provincii Québec. Jednalo se o juniorský tým Montrealu Canadiens. V letech 1961–1972 působil v juniorské soutěži Ontario Hockey Association (později Ontario Hockey League). Zanikl v roce 1972 po přetvoření franšízy v nový tým Montreal Bleu Blanc Rouge. Své domácí zápasy odehrával v hale Montreal Forum s kapacitou 17 959 diváků. Klubové barvy byly červená, bílá a modrá.
Nejznámější hráči, kteří prošli týmem, byli např.: Jacques Lemaire, Henri Richard, Gilbert Perreault nebo Dickie Moore.

## Historické názvy
Zdroj: 
- 1933 – Montreal Junior Canadiens
- 1956 – Ottawa-Hull Canadiens
- 1959 – Brockville Canadiens
- 1960 – Hull Canadiens
- 1961 – Montreal Junior Canadiens

## Úspěchy
- Vítěz Memorial Cupu ( 4× )
  - 1950, 1958, 1969, 1970
- Vítěz OHA ( 2× )
  - 1968/69, 1969/70

## Přehled ligové účasti
Zdroj: 
- 1933–1937: Junior Amateur Hockey Association
- 1940–1948: Junior Amateur Hockey Association
- 1948–1950: Quebec Junior Hockey League
- 1950–1955: Quebec Provincial Junior A Hockey League
- 1955–1958: bez soutěže
- 1958–1959: Ontario Hockey Association Senior A League
- 1959–1960: Metropolitan Montreal Junior Hockey League
- 1960–1961: Interprovincial Senior Hockey League
- 1961–1962: Ontario Hockey Association (Divize Provincial Jr. A)
- 1963–1972: Ontario Hockey Association